# Landkreis Wesermarsch
Landkreis Wesermarsch är ett distrikt i Niedersachsen, Tyskland.

## Geografi

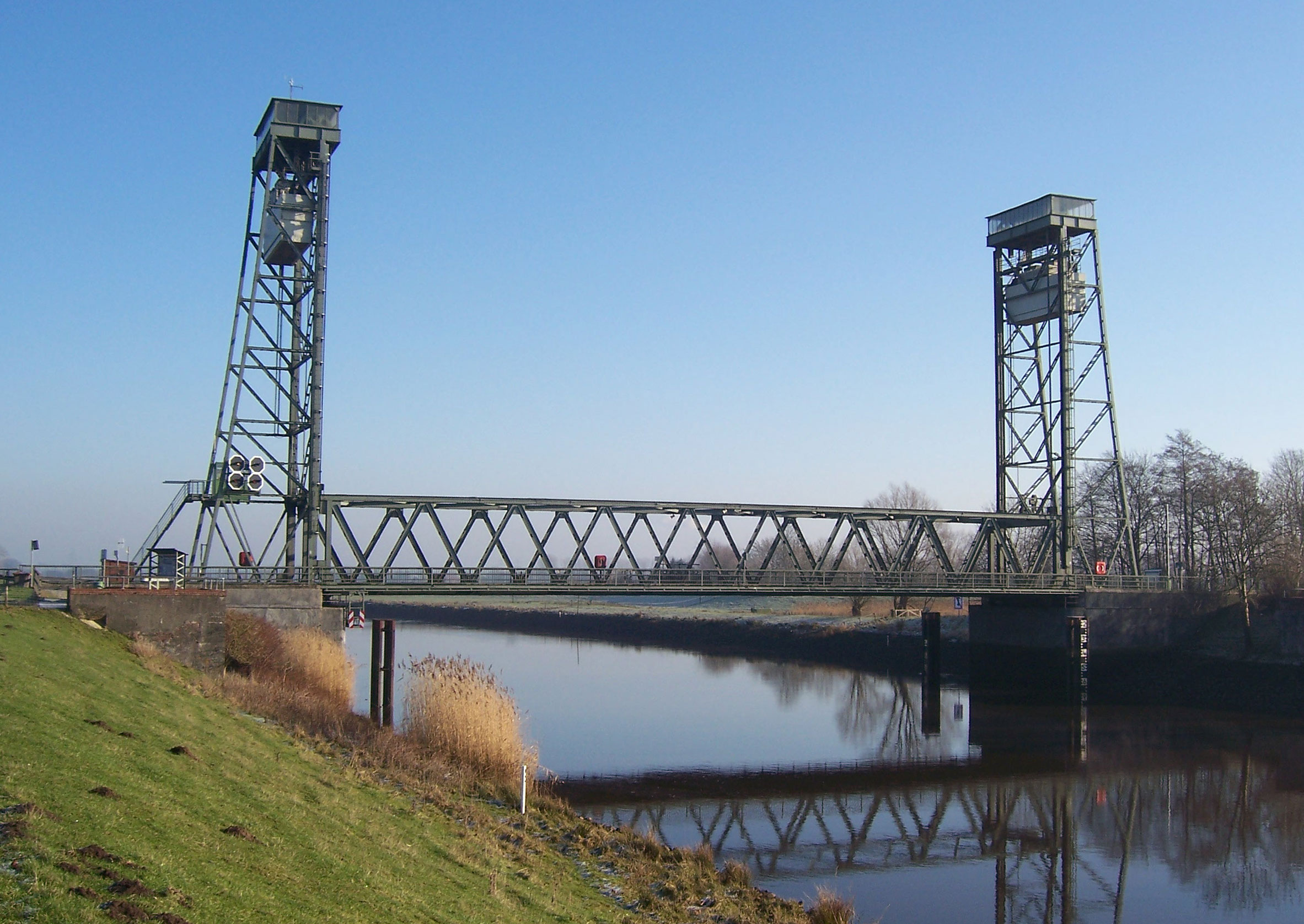
Bro över floden Hunte vid Huntebrück

Wesermarsch ligger på det nordtyska låglandet vid havsbukten Jadebusen vid Nordsjön. Den förhärskande landskapstypen är marskland och ungefär två tredjedelar av distriktets yta ligger under havsytan. Delar av Wesermarsch består av myrmark.
I väster gränsar distriktet till staden Oldenburg, distrikten Landkreis Ammerland och Landkreis Friesland samt Jadebusen. Norr om Wesermarsch ligger Nordsjön och öster om distriktet bildar floden Weser gränsen mot Landkreis Cuxhaven, Landkreis Osterholz samt delstaten Bremen. Söder om Wesermarsch ligger Landkreis Cuxhaven, Landkreis Osterholz, staden Delmenhorst och Landkreis Oldenburg.
Distriktets centralort är Brake (Unterweser). Största stad i distriktet är Nordenham.

## Städer och kommuner
I förvaltningsrättslig mening finns i modern tid ingen skillnad mellan begreppet Stadt (stad) gentemot Gemeinde (kommun).

### Einheitsgemeinden
| - Berne - Brake (Unterweser) (stad) - Butjadingen | - Elsfleth (stad) - Jade | - Lemwerder - Nordenham (stad) | - Ovelgönne - Stadland |